# Mustamäe (Stadtbezirk)

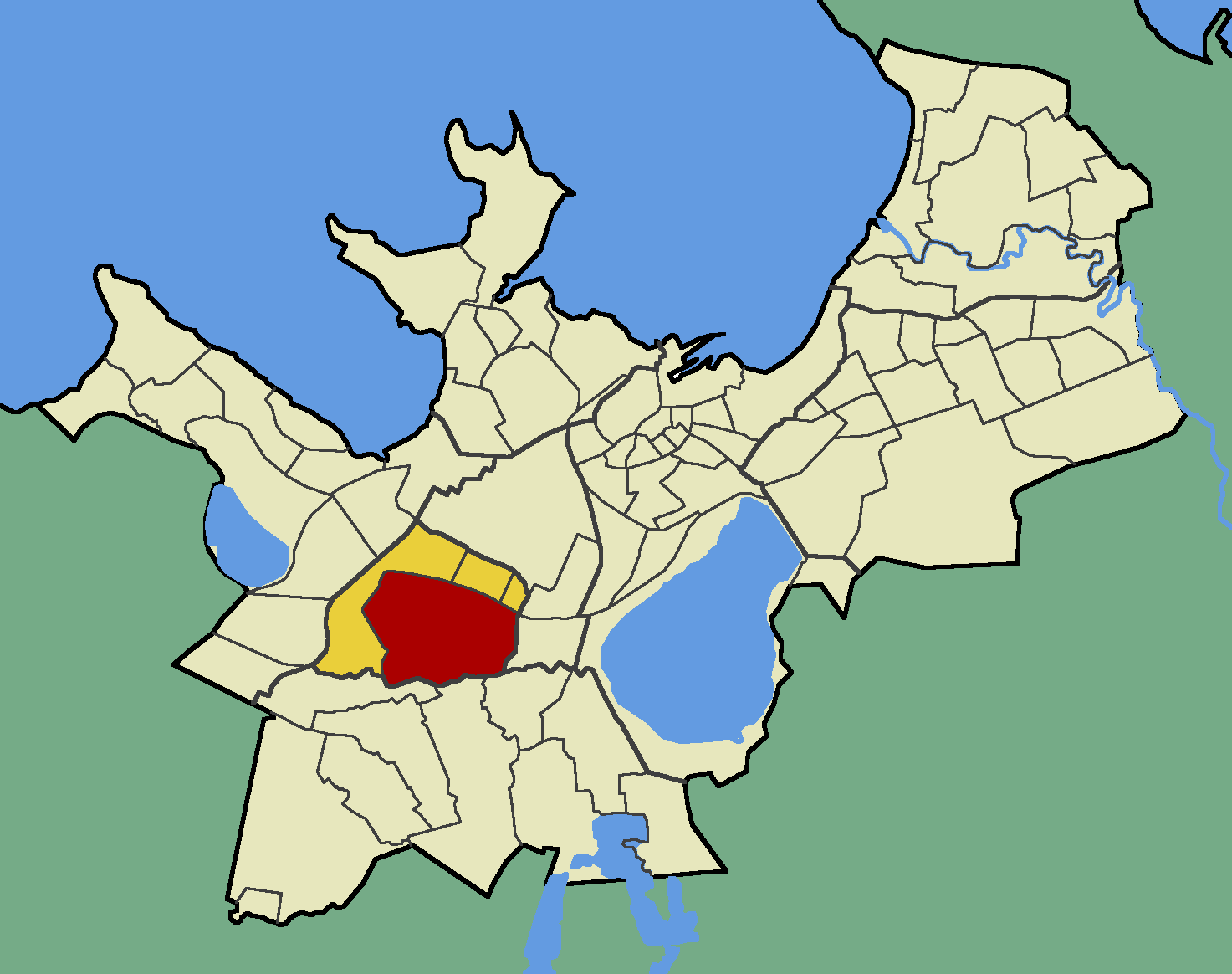
Der Bezirk Mustamäe (rot) im gleichnamigen Tallinner Stadtteil Mustamäe (gelb)

Der Stadtbezirk Mustamäe (Mustamäe asum) liegt im gleichnamigen Stadtteil Mustamäe (Mustamäe linnaosa) der estnischen Hauptstadt Tallinn.

## Beschreibung und Geschichte
Der Bezirk ist mit 49.654 Einwohnern (Stand 1. Juni 2011) der bevölkerungsreichste Tallinner Stadtbezirk. Seine Fläche beträgt 0,6 Quadratkilometer.
Mustamäe besteht zum größten Teil aus Plattenbauten sowjetischen Stils, die in den 1960er und 1970er Jahren entstanden sind.

## Bilder

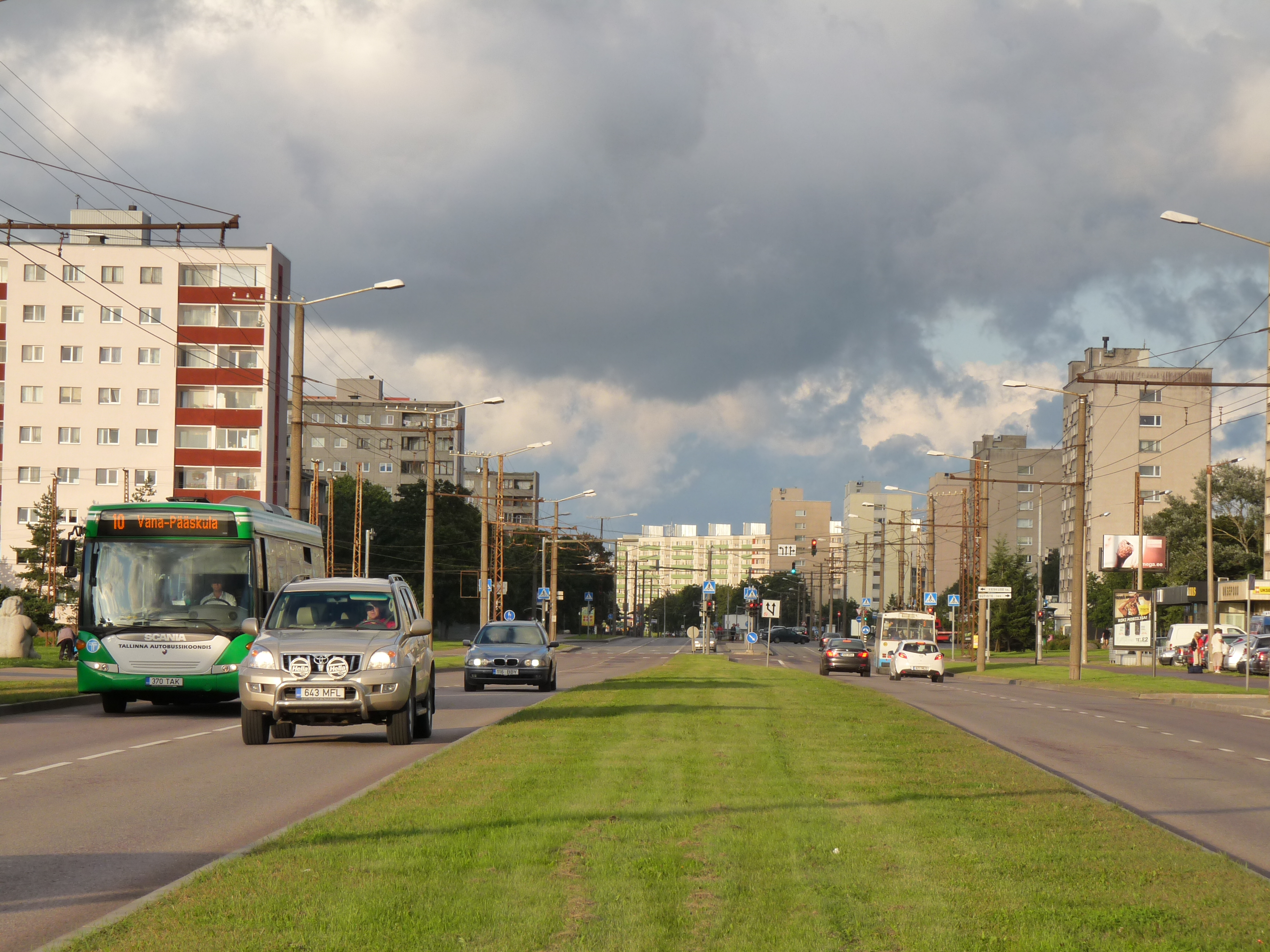
Sõpruse puiestee (zu Deutsch „Allee der Freundschaft“)
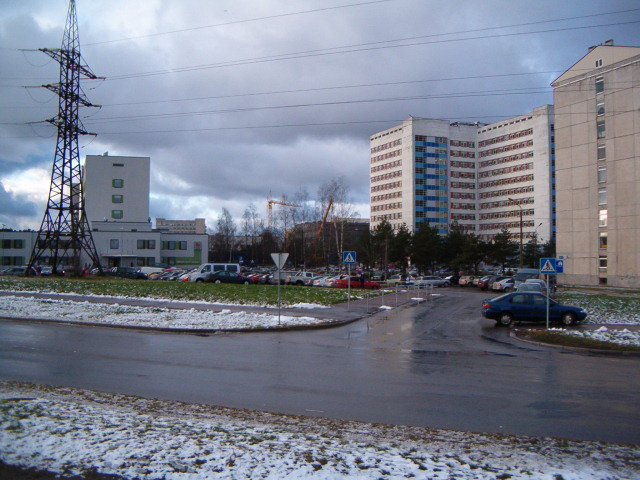
Krankenhaus in Mustamäe
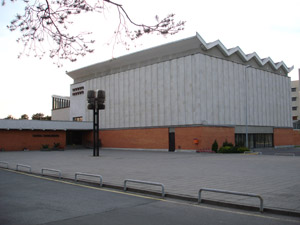
Hauptgebäude der Technischen Universität Tallinn (TTÜ)
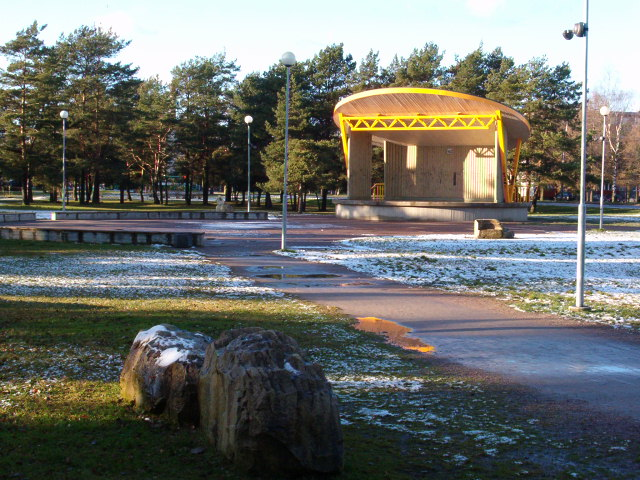
Sängermuschel im Männi-Park